# 3 Batalion Ochrony Pogranicza
Samodzielny Batalion Ochrony Pogranicza nr 3 – samodzielny pododdział Wojsk Ochrony Pogranicza.

## Formowanie i zmiany organizacyjne
Na podstawie rozkazu MON nr 055/org. z 20 marca 1948, na bazie Mazurskiego Oddziału WOP nr 5, sformowano 7 Brygadę Ochrony Pogranicza, a 22 komendę odcinka WOP przemianowano na batalion Ochrony Pogranicza nr 3.
Rozkazem Ministra Obrony Narodowej nr 205/Org. z 4 grudnia 1948, z dniem 1 stycznia 1949, Wojska Ochrony Pogranicza podporządkowano Ministerstwu Bezpieczeństwa Publicznego. Zaopatrzenie batalionu przejęła Komenda Wojewódzka Milicji Obywatelskej.
Z dniem 1 stycznia 1951, na podstawie rozkazu MBP nr 043/org z 3 czerwca 1950, na bazie 7 Brygady Ochrony Pogranicza, sformowano 19 Brygadę Wojsk Ochrony Pogranicza, a 3 batalion Ochrony Pogranicza przemianowano na 191 batalion WOP.

## Struktura organizacyjna
Dyslokacja batalionu przedstawiała się następująco :
- dowództwo i sztab batalionu – Braniewo
- 106 strażnica OP – Frombork
- 107 strażnica OP – Gronowo
- 108 strażnica OP – Mędrzyki (Modrzewie)
- 109 strażnica OP – Mątyty (Montitten)